# Pavián guinejský
Pavián guinejský (Papio papio, anglicky Guinea Baboon) je úzkonosý primát z čeledi kočkodanovití. Žije v Guineji, Mali, Mauretánii, Senegalu a v Sierra Leone. Tento druh se vyskytuje ve stále zelených lesostepích a galeriových lesích. Je jediným z rodu Papio, který prožívá část života na stromech.

## Popis
U dospělého samce délka těla dosahuje 60 až 75 cm a ocasu 40 až 60 cm. Hmotnost se pohybuje mezi 13 až 26 kg. Samice jsou menšího vzrůstu a menší hmotnosti (poloviční vůči samci). Jsou ze všech paviánů nejmenší. Jejich srst je hnědá s červeným nádechem. Zbarvení se liší, druhy na západě mají červenou barvu výraznější, směrem na východ se více prosazuje barva tmavě hnědá. Samci mají hřívu od hlavy až do půli těla. Čenich není ostrý a oproti ostatním paviánům se jeví baňatější. Obličej mají krémové až pastelové barvy, u samců může být zbarven dohněda. Samci mají větší špičáky a nadočnicové oblouky. Dospělý jedinec má 32 zubů. Genitální oblast je růžová až červená, v období páření se u samic probarvuje do ruda v důsledku zvýšeného prokrvení.

## Stravování
Podle potravy se řadí mezi všežravce. Jedí plody, oddenky, traviny, kořínky, hlízy, vejce, hmyz a menší obratlovce. Z plodů často vyjídají semena. Jelikož jsou limitováni svou velikostí, nemohou lézt na menší porosty, ze kterých by sbírali plody. Tuto situaci řeší skoky na rostlinu z silnějších stromů, nebo ze skalisek.

## Život v tlupě
Sdružují se do početných smíšených skupin s několika samci a samicemi o počtu 30 až 90 zvířat, popřípadě do skupin tvořených jedním dominantním samcem, jeho harémem a dospívajícími potomky. Větší komunity jsou utvářeny na delší dobu pouze jako obranná formace, popřípadě z důvodu nedostatku potravních zdrojů. Největší zaznamenaná formace čítala 750 jedinců. I když samice nejsou vystaveny fyzickému útlaku od samce, jsou hlídány a nátlak spočívá především v posuncích. Rodinný vztah ve skupině je matrilineární, to znamená, že mladé samice ve skupině zůstávají ale většina mladých samců odchází do jiné tlupy nebo si vytvářejí vlastní skupinky.
Jejich aktivita je pouze denní, pohybují po čtyřech končetinách. Přes noc spí na velkých stromech. Matky s mláďaty spí na okrajích větví, samci blíže kmenu či na silnějších větvích. Jedná se svým způsobem o obranu potomstva během spánků. Predátor, který by na strom vylezl, narazí nejprve na samce. Tím se zvyšují šance na přežití potomstva. Před úsvitem nejdříve vstávají mladí jedinci, následně matky s dětmi a poslední pak dominantní samec. Celá tlupa se pak přesouvá na pastvu. Tam dochází k rozpadu tlupy na menší jednotky a k rozchodu až na jednotlivé jedince. Ani v tomto okamžiku spolu neztrácejí kontakt a velmi hlučně mezi sebou komunikují.
Vzájemná komunikace hraje pro paviány guinejské významnou roli. Dorozumívají se mezi sebou na vzdálenosti čítající několik set metrů. Tento způsob komunikace má ovšem nevýhodu v prozrazení své přítomnosti dravcům. Tento druh paviána dovede vydávat zvuk při nádechu i výdechu. Nejčastějšími důvody ke zvukovému projevu jsou skupinové koordinace a noční hlídky před dravci. Noční projevy mají působit odstrašujícím dojmem. Pokud se predátor nedal zastrašit a nadále se přibližuje, paviáni ztichnou a čekají, zda je šelma mine. Do nejznámějších projevů optické komunikace patří upřený pohled, často doprovázený ceněním špičáků. K nejčastějším projevům dotekové komunikace patří péče o srst, případně dotýkání se nosy. Pouze u tohoto druhu se vyskytuje komunikace mezi samci, kdy jistou formou pozdravu a důvěry je vzájemné uchopení genitálií. Nejedná se útok, ale o projev podřízenosti.

## Rozmnožování
Samice se páří s jedním i více samci většinou na odpočinkovém stromě. Často přitom dochází k zápasům a pádům ze stromu, v boji o potomstvo vítězí nejšikovnější samec. Období říje trvá 29 dnů. Po 170 až 173 dnech se zpravidla rodí jedno mládě tmavě hnědého zbarvení, vážící asi 550 až 800 g. Po narození je zcela závislé na matce do doby, než začne přecházet na běžnou stravu a než se začne samo pohybovat. Odstaveno od mateřského mléka je za 13 až 15 měsíců od narození. Délka intervalů mezi porody je průměrně 14 měsíců. Péči o mláďata zajišťují hlavně matky, otcové své potomstvo chrání před nebezpečím. V případě úmrtí matky kdy je mládě závislé na mléce, a je-li v jeho tlupě samice s laktací, otec jí předává sirotka ke kojení. U tohoto druhu nejsou známé případy zabíjení mláďat. Samice, která přijde o mládě, je rychleji připravena k páření.
Paviáni guinejští se stávají kořistí levhartů, hyen, lvů a lidí. Jsou hostitelé různých parazitů, již mohou být nebezpeční i pro člověka. Jedná se například o hlístice rodu Strongyloides, Physaloptera, Streptophargus, Trichuris a Necator, které byly nalezeny ve třetině populace. Asi dvě třetiny populace je infikováno prvoky Balantidium coli (vakovka lidská), Iodamoeba buetschlii a Endamoeba coli. Paviáni guinejští se ve volné přírodě dožívají průměrné 35 a v zajetí 45 let.